# Jacques et Michel André
Pour les articles homonymes, voir Jacques André (homonymie), Michel André et André.
Jacques André (1904-1985) et Michel André (1905-1975) sont deux frères, architecte et ingénieur, nés à Nancy et ayant réalisé de nombreux bâtiments dans la région lorraine des années 1920 jusqu’aux années 1970.

## Biographie
Jacques André, né le 17 janvier 1904 à Nancy, et Michel André, né le 1er octobre 1905, sont les fils d’Emile André (1871-1933), lui-même architecte, et les petits-fils de Charles André (1841-1928), également architecte. Michel André est le père de Jean-Luc André (né en 1939) et le grand-père d’Éric André (1963), tous deux architectes, et de Grégoire André (1970), architecte du patrimoine.
Après leur scolarité au lycée Poincaré de Nancy, Jacques se forme dans la section architecture de l’École des Beaux-arts de Paris de 1922 à 1932, tandis que Michel suit la formation d’ingénieur de l’Ecole Centrale de 1925 à 1928. Les deux frères commencent leur activité aux côtés de leur père avant de reprendre l’agence familiale à leurs deux noms en 1933.
Les deux frères sont très ancrés dans le milieu de la construction, et Jacques André fait partie de plusieurs groupements nancéiens comme le Comité Nancy-Paris, et parisiens tels que l’Union des artistes modernes.
Ils acquièrent une reconnaissance internationale avec l’une de leur première réalisation, l’Institut et musée de zoologie construit entre 1932 et 1933. Il est devenu l'actuel Muséum-Aquarium de Nancy. Dans les années 1930, ils collaborent avec Jean Prouvé pour la réalisation de nombreux bâtiments.
Après la Seconde guerre mondiale, leur agence s’engage dans la reconstruction de plusieurs villes et villages dont Saint-Dié dans les Vosges. Leur projet de reconstruction se confronte alors au projet de Le Corbusier, intervenant à la demande d’un industriel local.
En 1951, Jacques André devient l'architecte attitré des PTT pour la Lorraine et l’agence construit de nombreux bâtiments dans la région.
À partir de 1966, Jean-Luc André, fils de Michel André, et Claude Prouvé, fils de Jean Prouvé et gendre de Jacques André, s’associent à l’agence.
Jacques et Michel André et Claude Prouvé remportent le prix national d'architecture de l'Équerre d'argent en 1969 pour la réalisation du Musée de l’histoire du fer à Jarville.

## Principaux projets
- 1932 : Galerie commerciale Le passage bleu, 14, rue Notre-Dame, Nancy
- 1932-1933 : Institut de zoologie et musée de zoologie, rue Sainte-Catherine, Nancy (classé en totalité monument historique[8])
- 1932-1936 : Extension du Musée de peinture et de sculpture de Nancy, place Stanislas, Nancy
- 1933-1934 : Trois maisons Majorelle, rue de Santifontaine, Nancy
- 1938-1939 : Colonie sanitaire de vacances, Saint-Brévin-l’Océan (détruit) en collaboration avec Jean Prouvé
- 1939 : Camp de vacances d’Onville, en collaboration avec Jean Prouvé
- 1945 : Plan d’urbanisme de la ville de Saint-Dié (label Architecture Contemporaine Remarquable)
- 1946-1949 : Reconstruction des grands moulins Vilgrain, Nancy, avec B. Lhotelier et G. Robin (label Architecture Contemporaine Remarquable)
- 1949-1951 : Centrale thermique, Compagnie des Forges de Châtillon-Commentry et Neuves-Maisons
- 1963-1966 : Faculté des Lettres de Nancy
- 1963-1966 : Musée de l’histoire du fer, Jarville, avec Claude Prouvé (label Architecture Contemporaine Remarquable)
- 1971-1973 : Centre de tri postal, boulevard Joffre, Nancy, avec Claude Prouvé
- 1971-1973 : Centre administratif de la banque SNCI, Laxou, avec Jean-Luc André (label Architecture Contemporaine Remarquable)

## Travaux universitaires
- Bauer (Caroline), L’agence André au temps de Jacques et Michel (Nancy, 1929-1973). Architecture, réseaux et filiations, sous la direction de Claude Massu, Université Paris 1 Panthéon-Sorbonne, 2015, 682 p., 339 pl.

## Expositions
- L'agence des frères André. Une architecture au service du monde moderne, Musée Pierre-Noël, Saint-Dié-des-Vosges, 22 février-30 juin 2019.
- L'agence des frères André. Une architecture au service du monde moderne, Muséum-Aquarium de Nancy, 19 mai-19 septembre 2021.